# Benoît Peeters
Benoît Peeters ( francês: [petɛʁs]  ; nascido em 1956) é um roteirista de quadrinhos, romancista e estudioso em quadrinhos francês.

## Biografia
Depois de se formar em Filosofia na Universidade de Paris I, Peeters preparou seu mestrado na École des Hautes Études en Sciences Sociales (EHESS, Paris) sob a direção de Roland Barthes. Ele possui uma habilitação em diriger les recherches (HDR), ou seja, um PhD suplementar que lhe permite supervisionar o trabalho de candidatos a doutorado (Université de Paris I, 2007).
Publicou seu primeiro romance, Omnibus, pela editora Les Éditions de Minuit em 1976, seguido por seu segundo, La Bibliothèque de Villers , Robert Laffont, 1980. Desde então, ele publicou mais de sessenta trabalhos em uma ampla variedade de assuntos.
Seu trabalho em quadrinhos mais conhecido é Les Cités obscures (As Cidades Obscuras), um mundo imaginário que mescla um surrealismo metafísico borgiano com as vistas arquitetônicas detalhadas do artista da série, François Schuiten. A série começou com Les Murailles de Samaris (As Muralhas de Samaris) em 1983 e continua em andamento.
Também trabalhou com Frédéric Boilet em uma série de álbuns de quadrinhos, incluindo Love Hotel (1993), Tokyo est mon jardin (1997) e Demi-tour (1997), e colaborou em uma série de trabalhos fotográficos com Marie-Françoise Plissart.
Escreveu vários livros sobre o meio da banda desenhada, incluindo Le monde d'Hergé (1983), uma biografia de Hergé, Hergé, Fils de Tintin , um estudo do pioneiro dos quadrinhos Rodolphe Töpffer, e trabalhos teóricos como Lire la bande dessinée (1998)
Seu interesse pelo cinema aumentou ao longo dos anos. Ele é autor de três curtas-metragens, além de vários documentários. Dirigiu um longa-metragem, Le Dernier Plan, e longas conversas com Alain Robbe-Grillet.
Ele publicou a primeira biografia de Jacques Derrida.
Em 2015, Peeters foi apontado como o primeiro professor de quadrinhos do Reino Unido na Universidade de Lancaster.